# Pietro Giannone

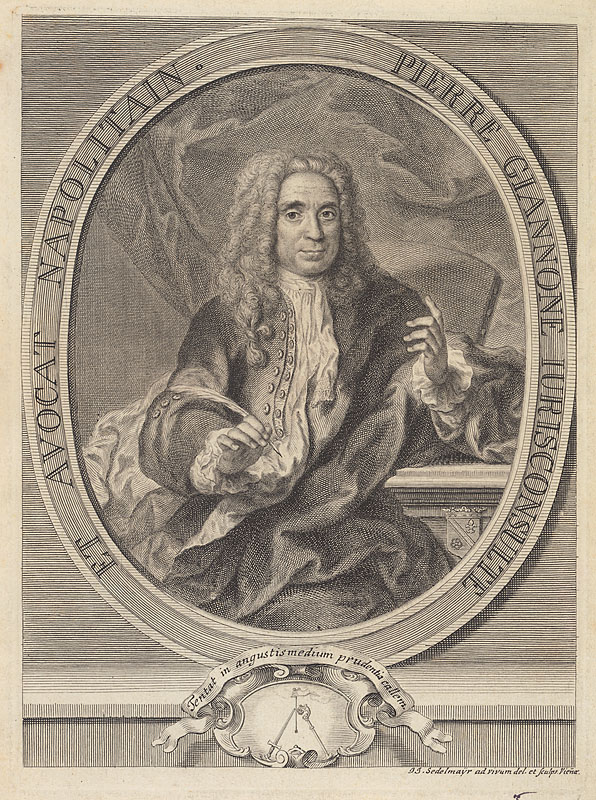
Pietro Giannone

Pietro Giannone (ur. 7 maja 1676, zm. 17 marca 1748) – włoski prawnik, historyk i filozof, pionier włoskiego oświecenia.
W 1723 austriacki wicekról Neapolu Michael Friedrich Althan wyraził zgodę na druk jego dzieła: Istoria civile del regno di Napoli, w której poparł jednoznacznie rozdział Kościoła od państwa i skrytykował mieszanie się papiestwa w sprawy Królestwa Neapolu. Wobec gwałtownej reakcji kleru i jezuitów, wyjechał do Wiednia, gdzie napisał: Il Triregno, ossia del regno del cielo, della terra, e del papa.

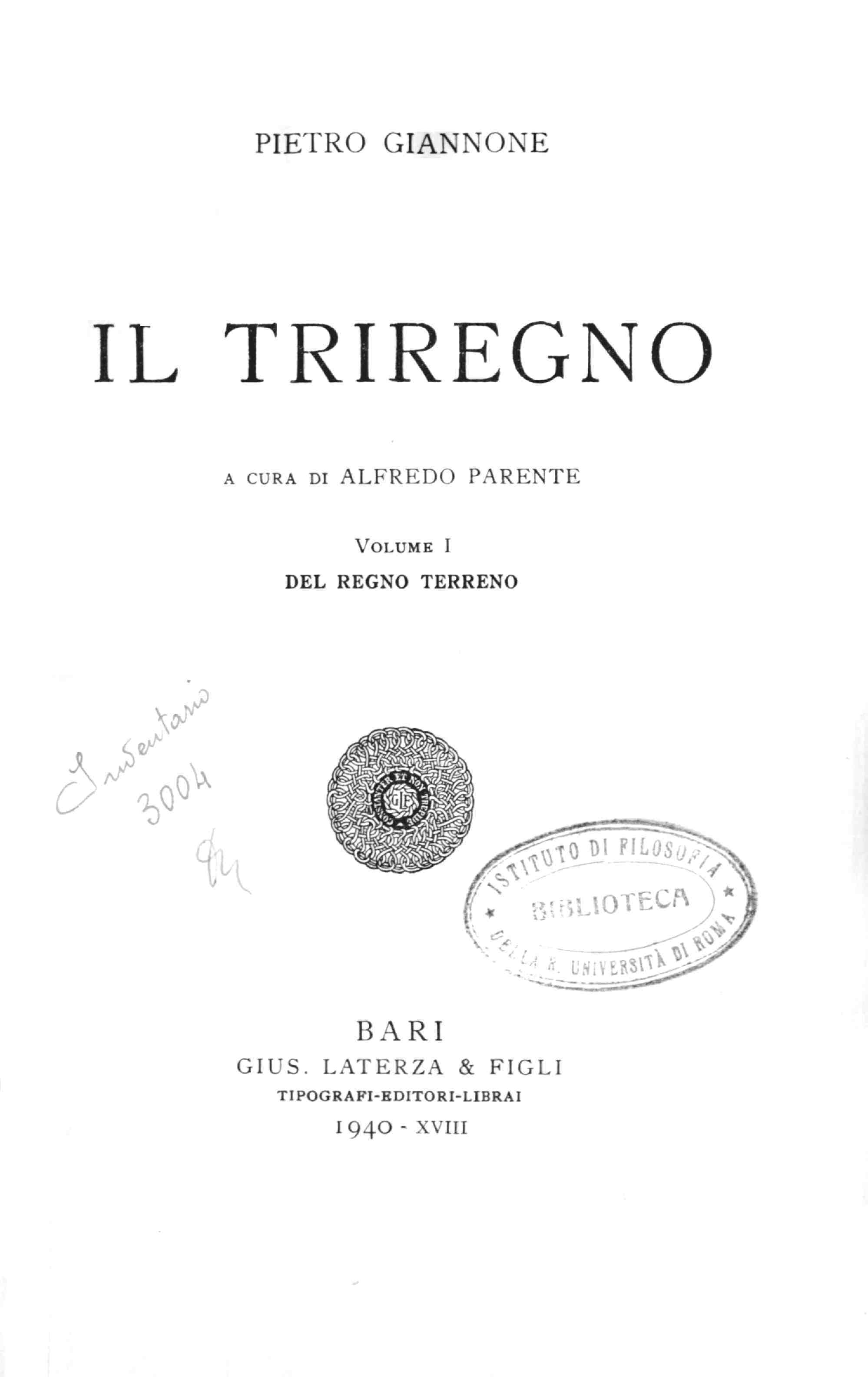
Il Triregno. Del regno terreno, Laterza, 1940

W 1735 roku porwali go sardyńscy agenci i osadzili w twierdzy w Turynie, w której po 12 latach zmarł. Uważano potem Giannone za męczennika walki z nadużyciami Kościoła. W więzieniu pisał Giannone pracę o obronie interesów Sardynii i ich zagrożeniu ze strony pretensji Państwa Kościelnego.